# Antoine Gaubil
Antoine Gaubil (Gaillac, 1689 - Pequín, 1759), jesuïta francès, astrònom, matemàtic, historiador i missioner a la Xina durant el regnat dels emperadors Kangxi i Yongzheng de la dinastia Qing.

## Orígens
Antoine Gaubil va néixer el 14 de juliol de 1689 a Gaillac, en una família benestant de consuls. Després d'estudiar a Tolosa, el 13 de juny de 1704 va entrar a la Companyia de Jesús. Fou destinat a Le Puy, Tournon, Cahors, Rodez, La Flèche i finalment a París, on va estudiar astronomia, i va col·laborar amb els astrònoms Domenique Parrenin i Joseph-Anne Marie de Moyriac de Mailla. També va estudiar literatura i matemàtiques.
Va ser ordenat sacerdot el 13 de juny de 1718. El 7 de març de 1721 va sortir de Port-Louis (Lorient) cap a la Xina, i va arribar a Canton el 27 de juny de 1722, i a Pequin el 9 d'abril de 1723. Del 1742 al 1748 va ser el superior de la residència francesa a Pequín.
Va morir el 24 de juliol de 1759 a Pequín.

## Activitat apostòlica
Una part de la seva amplia correspondència feia referència a l'activitat evangelitzadora dels jesuïtes a Pequín i al voltant de la capital. En una de les seva cartes indica que en aquella època, el nombre de cristians a Pequín el seu voltant ja era superior als cinquanta mil, amb un grup reduït jesuïtes missioners (Bouvet, Dentrecolles, Tartre, Regis, de Mailla, Jacques, Rousset i Gaubil).

## Activitat científica
Com a astrònom va mantenir relació amb científics de l'època, com els astrònoms Féret i Joseph-Nicolas Delisle. Va ser un dels primers investigadors europeus que va treballar a la Cort Imperial de l'emperador Kangxi, on entre altres activitats va fer de professor de llatí dels fills de l'emperador. Els seus coneixements de llatí també van fer que col·laborés com a traductor en les negociacions entre la Cort Imperial xinesa i l'Imperi Rus.
Va ser membre de l'Acadèmia de Ciències de París, de la Royal Society de Londres i Acadèmia de Ciències de Sant Petersburg
Gaubil va deixar un gran nombre d'obres manuscrits i una important quantitat de correspondència, tant de caràcter científic com de contingut històric i sobre l'activitat dels jesuïtes a la Xina. Entre 1722 i 1759 va escriure 342 cartes, alguns de les quals es conserven a l'Observatori de París i al British Museum (Londres).
Entre els seus treballs destaca la primera història de l'astronomia xinesa escrita per un occidental: “Histoire abrégée de l'astronomie chinoise” (1727), publicada a França el 1732, obra molt alabada per John Turberville Needham i Alexander von Humbolt.
També va escriure.:
- "Traité de l'Astronomie Chinoise", publicat per Pére Souciet (París, 1729-1732)
- La traducció, a partir de fonts xineses, de la història de Genguis Kan (París, 1739)
- "Abrégé de l'histoire chinoise de la grande dynastie des Tang"
- "Traité de la Chronologie Chinoise", publicat després de la seva mort (París, 1814)
- Traducció del segon dels clàssics xinesos, el "Llibre d'història" (Sujing), editat per De Guignes (París, 1770)